# 막시밀리앙 링겔만
막시밀리앙 링겔만(Maximilien Ringelmann, 1861년 12월 10일 파리 출생 – 1931년 5월 2일 파리 사망):55은 농공학 교수이자 농업 공학자로, 농기구의 과학적 시험 및 개발에 참여했다.
링겔만의 관심 분야는 광범위했다. 그는 여전히 연기 밀도를 측정하는 데 사용되는 링겔만 척도를 개발했다.
그는 또한 사회심리학에서 링겔만 효과를 발견했는데, 이는 집단으로 일할 때 개인의 노력이 줄어든다는 것이다.

## 교육
파리의 공립학교를 졸업한 후, 링겔만은 국립농업연구소(Institute National Agronomique)에서 공부했으며, 그곳에서 뛰어난 학생이었다. 그는 또한 국립 예술 공예 박물관에서 에르베 망공의 농촌 공학 야간 과정을 수강했다. (샤를-프랑수아 에르베 망공(1821–1888)은 토목 기술자로 훈련받았지만, 그의 관심은 농업으로 옮겨져 관개, 배수, 비료 등을 연구했다.)
링겔만은 또한 토목 공학 학교인 국립 교량 도로 학교의 강의도 수강했다.:47

## 경력
1881년부터 링겔만은 프랑스 누제의 그랑 주앙에 있는 국립농업학교(École Nationale d’Agriculture)에서 농촌 공학 과정을 가르쳤다. 1883년까지 그는 Journal d’Agriculture Pratique(실용 농업 저널)에 주간 칼럼을 기고했다.:51
그때까지 농기구 개발은 주로 아마추어들에 의해 이루어졌다. 농업부 장관이었던 외젠 티세랑은 농기구 개발 및 평가에 과학적 접근법을 적용하기를 원했다. 따라서 그는 링겔만에게 농기구 시험 시설 계획을 작성하도록 요청했고, 많은 난관 끝에 1888년에 개관했다. 이 시설은 파리의 제너 거리에 설립되었고 링겔만이 소장으로 임명되었다.:48
그는 가능한 곳에서는 산업용 기기를 개조했지만, 견인 동력계, 회전 동력계, 프로필로그래프 등과 같은 기기도 설계하고 제작했다. 그는 농기구의 효율성, 경제성, 수행된 작업의 품질 등을 결정하는 것을 목표로 삼았다. 그의 광범위한 관심사는 곧 그의 연구를 농촌 공학의 모든 분야로 확장하게 했다: 건설, 배수, 관개, 전기화, 수력학.
1887년에 링겔만은 농업 학술원에 선출되었고, 같은 해에 그리뇽의 국립농업학교에서 역학 및 농촌 공학 교수가 되었다. 1897년에는 국립농업연구소에서 전 교수였던 에르베 망공의 후임으로 농촌 공학 교수가 되었다. 1902년에는 노장쉬르마른의 국립식민농업고등사범학교에서 식민지 농촌 공학 교수가 되었다.:55
링겔만은 유럽과 북아메리카를 여행하여 농업 기계화가 빠르게 진행된 지역을 관찰했다. 그는 또한 프랑스의 식민지—특히 북아프리카—를 여행하여 현지 기후와 원주민 농부들이 사용했던 산업화 이전 기술로 인해 발생하는 특별한 문제들을 연구했다. 그의 농공학 전문 지식은 발명가, 산업가 및 농부들에게 요청되었다.:49

### 링겔만 연기 차트

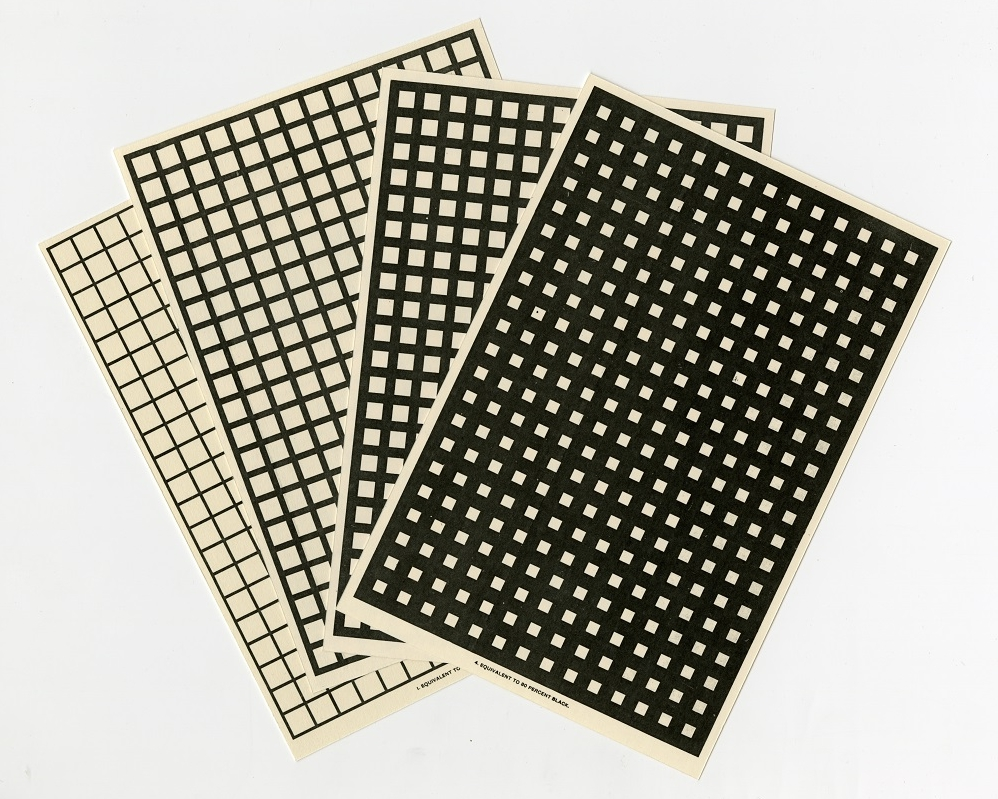
링겔만 연기 차트, 1897

1888년 링겔만은 연기 밀도를 측정하기 위한 간단한 격자 세트의 사양을 제안했다. 이것은 링겔만 척도로 알려지게 되었다.
1897년까지 연기 차트를 보여주는 인쇄된 카드를 사용할 수 있었다.
미국에서는 많은 도시에서 링겔만 척도에서 3(불투명도 60%)을 초과하는 연기를 금지하는 지방 조례가 통과되었다.
이 차트들은 비공식적으로, 특히 교육 목적으로 여전히 사용되지만, 대부분 구식이다. 그것들은 현대의 본질적으로 보이지 않는 형태의 도시 대기 오염을 측정하는 데 거의 쓸모가 없으며, 더 정확하고 정량적인 방법으로 효과적으로 대체되었다. 마찬가지로, 현대 배출 기준(세계보건기구의 대기 오염 지침 및 미국 환경 보호국의 대기 질 기준 등)은 한때 그랬을지 모르지만 링겔만 차트 값 대신 공기 중의 다른 오염 물질의 최대 허용 또는 권장 농도를 참조한다.

### 농촌 공학의 역사
1900년에서 1905년 사이에 링겔만은 기념비적인 4권짜리 연구서인 Essai sur l’Histoire du Génie Rural(농촌 공학의 역사에 대한 에세이)를 저술했으며, 이는 선사 시대부터 현대까지 농촌 공학의 발전을 추적했다.:51

### 링겔만 효과
링겔만은 "사회적 태만"으로도 알려진 링겔만 효과도 발견했다. 이 연구는 1882년에서 1887년 사이에 그랑 주앙 농업 학교에서 수행되었지만, 그 결과는 1913년까지 출판되지 않았다. 구체적으로, 링겔만은 학생들에게 개별적으로 그리고 집단으로 밧줄을 당기게 했다. 그는 집단이 발휘하는 노력이 개별적으로 행동하는 학생들이 발휘하는 노력의 합보다 적다는 것을 알아차렸다.:9
원본 텍스트 : Pour l’emploi de l’homme, comme d’allieurs des animaux de trait, le meilleure utilisation est réalisée quand le moteur travaille seul : dès qu’on accouple deux ou plusieurs moteurs sur la même résistance, le travail utilisé de chacun d’eux, avec la même fatigue, diminue par suite du manque de simultanéité de leurs efforts … 
번역 : 사람을 고용할 때나 역축을 고용할 때나 동력원이 혼자 일할 때 더 잘 활용된다. 두 개 이상의 동력원을 동일한 하중에 연결하는 즉시, 각 동력원이 동일한 피로 수준에서 수행하는 작업은 노력의 동시성 부족으로 인해 감소한다… 
이러한 발견은 사회심리학 역사상 가장 초기의 발견 중 하나이며, 링겔만이 일부에게는 사회심리학의 창시자로 묘사될 수 있게 했다.
막 링겔만은 1931년 5월 2일 파리에서 사망했다.

## 참고 문헌
링겔만의 저작물은 다음과 같다.
- Ringelmann, Maximilien, Les Machines Agricoles (Paris: Hachette, 1888–1898), 2 vol.s.
- Ringelmann, Maximilien, Les Travaux et Machines pour mise en Culture des Terres (Paris: Librarie agricole de la Maison rustique, 1902). (Reviewed in Revue des cultures coloniales, vol. 11, no. 110, pages 217-218 (October 5, 1902).)
- Ringelmann, Maximilien, Génie Rural Appliqué aux Colonies [Rural engineering applied in the colonies] (Paris: Augustin Challamel, 1908).
- Ringelmann, Maximilien, Recherches sur les moteurs animés. Travail de l'homme. Annales de l'Institut national agronomique. Tome VII. 1913. p. 2-40 (main publication about the so-called Rigelmann effect)
- Ringelmann, Maximilien, Puits Sondages et Sources [Well drilling and wellheads] (Paris, 1930).